# Top Seed Open 2020
Il Top Seed Open 2020, anche noto come Top Seed Open presented by Bluegrass Orthopaedics per motivi di sponsorizzazione, è stato un torneo di tennis facente parte della categoria International nell'ambito del WTA Tour 2020. È stata la ventitreesima edizione del torneo, fa parte della WTA ed è stato giocata su campi in cemento. Il torneo è stato disputato al Top Seed Tennis Club di Lexington negli Stati Uniti d'America dal 10 al 16 agosto 2020.

## Partecipanti

### Teste di serie
| Nazionalità | Giocatrice       | Ranking* | Testa di serie |
| ----------- | ---------------- | -------- | -------------- |
| Stati Uniti | Serena Williams  | 9        | 1              |
| Bielorussia | Aryna Sabalenka  | 11       | 2              |
| Regno Unito | Johanna Konta    | 14       | 3              |
| Stati Uniti | Amanda Anisimova | 28       | 4              |
| Kazakistan  | Yulia Putintseva | 33       | 5              |
| Polonia     | Magda Linette    | 36       | 6              |
| Stati Uniti | Sloane Stephens  | 37       | 7              |
| Tunisia     | Ons Jabeur       | 39       | 8              |

* Ranking al 6 luglio 2020.

### Altre partecipanti
Le seguenti giocatrici hanno ricevuto una wild card:
- Catherine McNally
- Shelby Rogers
- Vera Zvonarëva

La seguente giocatrice è entrata nel tabellone con il ranking protetto:
- Catherine Bellis

Le seguenti giocatrici sono passate dalle qualificazioni:

- Kristie Ahn
- Caroline Dolehide
- Leylah Fernandez
- Vol'ha Havarcova
- Anna Kalinskaja
- Bethanie Mattek-Sands

La seguente giocatrice è entrata nel tabellone come lucky loser:
- Francesca Di Lorenzo

### Ritiri
Prima del torneo
- Amanda Anisimova → sostituita da  Francesca Di Lorenzo
- Zarina Dijas → sostituita da  Misaki Doi
- Garbiñe Muguruza → sostituita da  Venus Williams

Durante il torneo
- Kristie Ahn

## Punti e montepremi
| Torneo    | Torneo              | V      | F      | SF    | QF    | 2T    | 1T    | Q  | Q2    | Q1    |
| Singolare | Punti               | 280    | 180    | 110   | 60    | 30    | 1     | 18 | 12    | 1     |
| Singolare | Premi in denaro ($) | 25 000 | 14 000 | 8 700 | 5 000 | 3 150 | 2 300 | –  | 1 685 | 1 100 |
| Doppio    | Punti               | 280    | 180    | 110   | 60    | –     | 1     | –  | –     | –     |
| Doppio    | Premi in denaro ($) | 9 000  | 5 040  | 3 230 | 1 980 | –     | 1 520 | –  | –     | –     |

## Campionesse

### Singolare
Jennifer Brady ha sconfitto in finale  Jil Teichmann con in punteggio di 6–3, 6–4.
- È il primo titolo in carriera per Brady.

### Doppio
Hayley Carter /  Luisa Stefani hanno sconfitto in finale  Marie Bouzková /  Jil Teichmann con il punteggio di 6–1, 7–5.